# Streampower
Streampower est une société de production née de la nouvelle économie. Spécialisée dans la production de contenus utilisant les technologies de streaming  vidéo, de Flash et de Rich Média, la société s'est fait connaître par la gestion de gros dispositifs pluri-médias notamment pour Endemol France (Loftstory 1 et 2, Mission Cléopâtre, UEFA, Star Academy 1 à 5). Elle a compté jusqu'à 80 personnes avant son absorption par le groupe Bolloré. qui est dans un premier temps entré au capital en octobre 2001 à hauteur de 75 % détenu par le groupe Bolloré, le reste étant aux mains des managers dont 20% détenu par le PDG Dominique Delport.
Streampower est l'une des rares sociétés françaises positionnées sur le streaming et la production multimédia (tv, web, mobile) et l'entertainment. Elle comptait parmi ses clients Orange, SFR, La Française des jeux, NRJ, Air France, Leroy-Merlin, CNES…
Cette société a été fondée à l'automne 1999 par Gil Machac et Ben Menson puis renforcée dès avril 2000 par deux nouveaux actionnaires managers Dominique Delport (M6) et Arnaud Schmite (Léon de Bruxelles) avant qu'elle ne soit dirigée à partir d'octobre 2000 par Dominique Delport ancien rédacteur en chef de M6, devenu unique PDG au départ des deux premiers actionnaires managers. Streampower fut rentable dès 2002 et a constitué l'une des rares success-story des start-up de Republic Alley à l'instar de K-Mobile Kiwee dirigée par le futur fondateur de CRITEO Jean-Baptiste Rudelle. Le dernier chiffre d'affaires connu (avant absorption dans le groupe Havas / Bolloré) fut de 6 millions d'euros en 2006 (vs 2,5 Millions d'euros en 2004 selon la presse économique spécialisée).
On leur doit en production TV, des émissions de flux sur France 5 (excellente émission interactive CULT avec Ray Cokes l'icône british de MTV Europe. Cette émission a obtenu le prix du meilleur programme interactif aux INTERNATIONAL INTERACTIVE EMMY AWARDS 2006) et des magazines de 26' pour M6 et CAPITAL (sagas Apple, Nike, Ikéa…1re diffusion à l'été 2005).
À noter que Streampower et sa société sœur PUSH TVi ont également accompagné la création de la chaine Direct 8 en participant au dossier de candidature, en réalisant intégralement l'habillage de la chaîne et en produisant des émissions hebdomadaires dont l'émission des nouveaux médias (8-fi sur Direct 8, chaîne TNT de Vincent Bolloré).
À l'origine basée à Republic Alley, Streampower fut de 2007 à 2008, au sein de HAVAS MEDIA, une des cinq entités qui composaient HAVAS ENTERTAINMENT. Les équipes ont été depuis intégrées à MPG devenu HMG France afin d'en accélérer la mutation digitale.
- Note : MPG croit à la numérisation des médias https://www.lesechos.fr/22/06/2006/LesEchos/19693-068-ECH_mpg-croit-a-la-numerisation-des-medias.htm

## Direction et équipes
- Fondateurs

1999 - 2000 Gil Machac & Benoît Mennesson
Start-up crée à Républic Alley avec dans l'équipe de départ : Antoine Vié, Gilles Soilly, Nicolas Maes
- Avril 2000 : arrivée de Dominique Delport (ex-M6) et Arnaud Schmite (ex-Léon de Bruxelles) , actionnaires managers et membres du Comité de Direction
- Octobre 2000 : départ des fondateurs, Dominique Delport nommé PDG par les actionnaires de Streampower
- Managers Associés (Dominique Delport, Arnaud Schmite, David Chevalier, Gilles Soilly)
- Octobre 2001 : entrée du groupe Bolloré (75%) actionnaires managers (25%)

### Président directeur général
- 2001 à 2008 : Dominique Delport

### Directeur administratif et financier
- 2001 à 2008 : Arnaud Schmite

### Directeur Commercial
- 1999 à 2002 : David Chevalier

### Directeur de création
- 1999 à 2008 : Gilles Soilly

### Directeur artistique
- 1999 à 2003 : Gilles Soilly, Raphael Renaud
- 2003 à 2007 : Raphael Renaud
- 2007 à 2008 : Stéphane Ellias

### Directeurs techniques
- 2000 à 2002 : Quang Lam
- 2002 à 2008 : Rémi Lecoupé-Grainville, Jean-Charles Clément (adjoint)

### Ingénieur système
- 2001 à 2008 : Laurent Le

### Directeurs généraux
Havas Entertainment
- mai 2007 à septembre 2008 : Fabien Baunay

Streampower
- 2002 au 7 septembre 2007 : Yann Carré

PUSHtvi
- 2000 à 2007 : Frank Bellaisch

## Principales réalisations
1. Dispositifs interactifs de Téléréalité
  - Endemol, M6 – Loft Story : 2001
  - Endemol, TF1 – Star Academy 1 : 2001
  - Endemol, M6 – Loft Story 2 : 2002
  - Endemol, TF1 – Star Academy 2 : 2002
  - Endemol, TF1 – La tournée Star Academy 2 : 2003
  - Endemol, TF1 – Nice People : 2003
  - Endemol, TF1 – Star Academy 3 : 2003
  - Endemol, TF1, Orange – La Ferme Célébrités : 2004
  - Endemol, TF1, Orange – Star Academy 4 : 2004
  - Endemol, TF1, Orange – 1re compagnie : 2005
  - Endemol, TF1, Orange – La Ferme Célébrités 2 : 2005
  - Endemol, Orange – Le pensionnat de Sarlat : 2005
  - Endemol, TF1 – Star Academy 5 : 2005
  - Endemol, TF1 – Je suis une célébrité, sortez-moi de là ! : 2006
2. Productions pour la Télévision
  - Canal +, Info&Cie / Merci pour l’info : panel de l’émission : 2003 à 2004
  - France 5 / J’m’en mail – on sexe-plique : dispositif interactif de l’émission : 30 juin 2004
avec  Catherine Solano et Ray Cokes
  - France 5 / C.U.L.T : coproduction avec PPROD : 31 octobre 2004 au 5 juin 2005
  - M6 / Capital : production de la saga Apple, Nike, Ikea : Été 2005
  - Direct 8 / habillage de la chaîne : 2005
  - Direct 8 / 8FI : 2005
  - Direct 8 / Les nouveaux talents du rire : 2005
  - Direct 8 / Univers Infini : 2005
  - TF1 / Des hommes de sport (Programme court)
3. Webcasts
  - PUSHtvi / Corner TV : 20 octobre 2003 à Q2 2004
  - Orange / L'EXPRESS - Émissions politiques hebdomadaires
  - Karl Zero  / JT2ZERO
  - Paris Première / Yahoo / NRJ12 - Festival de Cannes 2006
  - Yahoo - Coupe du monde 2006
4. Dispositifs web pour la Télévision
  - Endemol, TF1 – Miss France : 2007
  - France 5 / Chats BD (Binet, Margerin, Moebius, Juillard...)
5. Dispositifs web pour le Cinéma
  - Mission Cléopâtre – site de promotion du film : 2001
  - Gaumont, Club Internet / Mais qui a tué Pamela Rose – site du jeu concours : 2002
  - Bolloré / Site du cinéma Mac Mahon : 2004
  - Tarnation / I saw it – site de promotion du film :
6. Dispositifs web pour la Radio
  - Europe 2, Orange – Arthur et les pirates, 33h chrono : 2004
  - Bolloré – Radio NT : 2004
  - NRJ – NRJ.FR : 2005
  - NRJ – Nostalgie.fr : 2005
  - NRJ – Rireetchansons.fr : 2005
  - NRJ – Cheriefm.fr : 2005
  - NRJ – NRJ12.fr : 2005
  - NRJ – NRJ Music Awards : 2005 2006 2007
  - NRJ – NRJ Winter Tour : 2005
  - NRJ – NRJ School : 2005 2006
  - NRJ – Le Roi Soleil : 2005
  - NRJ – Le 6-9 : 2005 2006
  - NRJ – NRJ Entertainment : 2005
  - NRJ – NRJ Party Tour : 2005
  - NRJ – Les Étoiles Chérie FM : 2005 2006
  - NRJ – NRJ Ciné Award : 2005 2006
  - NRJ – NRJ GROUP : 2006
  - NRJ – TONJOB.FR : 2007
  - RTL – RTL2007 / Site des présidentielles : 2007
7. Dispositifs web pour la Recherche et le domaine Scientifique
  - CNES / Philippe Perrin : premier chat live avec FMS dans le monde, avec l’astronaute au retour de la Mission STS 111
  - CNES : site web de la mission ROSETTA
  - CNES : site web de la mission ANDROMEDE
  - CNES : outil de publication de contenus multimédia propriétaire
  - Cité des Sciences et de l’Industrie – Vidéolexique deuxième version
8. Dispositifs web musicaux
  - AOL, Virgin, Orange – Lancement de l’album Talkie Walkie  du groupe Air
9. Dispositifs web pour les Opérateurs Mobiles
  - M6Mobile – MyMusicBand
  - M6Mobile – MyM6Mobile

(liste temporaire à compléter)

## Adresses au fil des ans
- 29/30 quai de Dion Bouton, 92800 Puteaux : depuis mars 2013
- 2bis rue de Godefroy, 92817 Puteaux : depuis le 30 janvier 2012
- 2 allée de Longchamp, 92150 Suresnes : depuis le 18 février 2008
- 11 Square Léon Blum, 92800 Puteaux : du 17 mai 2007 au 15 février 2008
- 29 rue d'Astorg, 75008 Paris : du 2 février 2004 au 16 mai 2007
- 16 rue Chauveau Lagarde, 75008 Paris : d’avril 2002 au 30 janvier 2004
- Republic Alley - 18 rue du Faubourg du Temple, 75011 Paris : 1999 à avril 2002

## Streampower aujourd'hui
Un certain nombre de salariés de Streampower ont désormais investi Havas Media France parmi les entités suivantes :
- Havas Media France : management, juridique, marketing, DSI (4 anciens au 1er janvier 2011)
- Havas Sports & Entertainment : digital, ressources humaines (2 anciens au 1er janvier 2011)
- Havas Production : production, presse (3 anciens au 1er janvier 2011)
- Havas Digital Factory / n2 : technique, web design (4 anciens au 1er janvier 2011)

Et d'autres continuent de collaborer en freelance, ou au travers de sociétés qu'ils ont bâties.